# Roadrunner Records
Roadrunner Records – wytwórnia muzyczna założona w 1980 roku w Holandii. Pierwotnie nazywała się "Roadracer Records" i zajmowała głównie muzyką metalową.
11 września 2010 poinformowano, iż Warner Music Group weszła w posiadanie całości wytwórni Roadrunner Records po tym, jak w styczniu 2007 nabyła pierwotnie 73.5%.

## Wydawani artyści
Do jej wczesnych sukcesów zaliczają się albumy takich artystów jak King Diamond (pierwszy artysta Roadrunnera, który dostał się na listę Billboard Top 200) oraz Annihilator. Pod koniec lat osiemdziesiątych dwudziestego wieku ukazały się albumy Maleus Maleficarum i Consuming Impulse grupy Pestilence, Slowly We Rot zespołu Obituary oraz Beneath the Remains formacji Sepultura.
W latach dziewięćdziesiątych dwudziestego wieku dołączyły do nich Deicide, Malevolent Creation, Suffocation, Gorguts oraz Type O Negative i Biohazard.  W niedługim czasie niektóre z zespołów Roadrunnera zdołały zaistnieć nawet w mainstreamie, szczególnie Sepultura i Type O Negative. Album Chaos A.D. Sepultury (1993) był pierwszym wydawnictwem Roadrunnera, które przebiło się do pierwszej czterdziestki listy Billboardu, a Type O Negative otrzymał złotą płytę amerykańskiej organizacji RIAA za album Bloody Kisses (1993). Następne ważne albumy, które wydała wytwórnia Roadrunner Records to: Rivers Runs Red (1993) zespołu Life of Agony, Burn My Eyes (1994) zespołu Machine Head, Demanufacture (1995) zespołu Fear Factory i Symbolic (1995) grupy Death jak również Roots (1996) Sepultury i debiutancki album grupy Soulfly o tym samym tytule (1998). W roku 1999 Slipknot przyniósł Roadrunnerowi kolejny wielki sukces, wydając album Slipknot, który otrzymał w USA status Platynowej Płyty.
Nie mniej ważnym dla Roadrunnera okazał się wykonujący znacznie lżejszą muzykę zespół Moloko, który – podobnie jak w ostatnich latach Nickelback – był i wciąż grany jest w mainstreamowych stacjach radiowych na całym świecie.
Do najważniejszych zespołów Roadrunner Records należą dziś takie formacje jak Slipknot, Cradle of Filth, Killswitch Engage, Trivium, Machine Head, Nickelback, Opeth, Black Stone Cherry, Theory of a Deadman, Fear Factory, Soulfly, DragonForce, 3 Inches of Blood, Stone Sour.
Wśród najnowszych nabytków RR są Lamb of God, Korn, Black Label Society, Betzefer, We Are Harlot, Murderdolls, The Dresden Dolls, Megadeth, New York Dolls, Porcupine Tree, Cavalera Conspiracy, Divine Heresy, Still Remains, CKY oraz Gojira. W roku 2007 dołączyły do nich grupa Pain oraz pionierzy progresywnego metalu – grupa Dream Theater.
W Polsce Roadrunner jest dystrybuowany przez Metal Mind Productions. Polskim akcentem w Roadrunnerze jest skawiński zespół Delight.